# Orosz visszavonulás (első világháború)
Az orosz visszavonulás az orosz Lengyelország kiürítése és a cári hadsereg visszavonulása volt a mai Fehéroroszország és Ukrajna területére az első világháborúban. 1915 júniusában kezdődött, és szeptemberben ért véget.

## Stratégiai helyzet
A cári birodalom a háború első éve után nagyon előnytelen helyzetben volt. Az Északnyugati Front minden Kelet-Poroszország elleni offenzív törekvése kudarcot vallott. A Délnyugati Front kezdeti sikerei az Osztrák–Magyar Monarchia ellen a gorlice–tarnówi csata miatt vereségbe fordultak (bár az új parancsnok, Les végül meg tudta állítani a szétvert orosz 3. hadsereget). Lengyelországnak abban a részében, amelyet az oroszok még tartottak, három hadsereg különösen fedezetlen pozícióban állomásozott. Az általuk megszállt terület kiszögelléshez hasonlított, amelyet északról Kelet-Poroszország, délről Galícia irányából lehetett megtámadni. A stratégiai hátrányok mellett az orosz hadsereg utánpótlás- és vezetési problémái is éreztették a hatásukat.
A kurlandi német offenzíva további problémákat okozott. Ebben a térségben a Lauenstein-féle csoport Ludendorff parancsára újabb szárnyirányú fenyegetést hozott létre a cári hadsereg ellen. Bár a támadásukat megakaszthatták, új frontjukról a német csapatok fenyegethették egyfelől Kovno erődjét délen, másfelől Rigát északon. A két katonai és politikai téren kulcsfontosságú pozíció fenyegetése tovább szűkítette az orosz hadvezetés opcióit. A hadművelet végén, 1915 júniusában a chełmi értekezleten az orosz vezérkar egyes tagjai már azt követelték, hogy általános visszavonulással akadályozzák meg a katonai katasztrófát. Az orosz vezérkar politikai okokból végrehajthatatlannak tartotta a visszavonulást. A névleges főparancsnok, Nyikolaj nagyherceg sem látta még ezt katonaszakmai szempontból szükségesnek.

## Hadműveletek júniustól szeptemberig

### A központi hatalmak támadása
Miközben az orosz hadvezetés nézetei a defenzíva végrehajtását illetően megoszlottak, a központi hatalmak hadvezetése az offenzívával kapcsolatban volt megosztott. Ludendorff nagy átkaroló hadműveletet akart végrehajtani, hogy a lengyel kiszögellésben tevékenykedő orosz hadseregeket elvágja. Ezt a tervet a főhadvezetőség, az Oberste Heeresleitung (OHL) főnöke, von Falkenhayn elutasította.
Falkenhaynnak nem tetszett az a gondolat, hogy mélyen hatoljanak be az Orosz Birodalom területére; inkább az az elképzelést támogatta, hogy Oroszországot felőrlő offenzívával kényszerítsék különbékére. Falkenhayn, mint a legmagasabb beosztású német tiszt, keresztül tudta vinni az akaratát Ludendorff-fal szemben II. Vilmosnál, és 1915 augusztusában megkapta az engedélyt az összetartó irányú csapásra. A terv az volt, hogy a német és osztrák csapatok Galíciából, Kelet-Poroszországból és a Kárpátoktól nyomulnak előre (lásd még: Bug-offenzíva), mialatt Kurlandban fenntartják a nyomást. A végső célkitűzés azonban nem feltétlenül az áttörés volt. Elsősorban a lehető legsúlyosabb veszteségeket kellett okozniuk az ellenségnek. Az offenzíva fő része a középső német hadseregcsoportra hárult. Azt a feladatot kapták, hogy lassan szorítsák vissza az ellenséget, és a számbeli és materiális fölénynek köszönhetően az orosz hadseregeket újabb és újabb erősítések előhozására és ezzel veszteségekre kényszerítsék. Ez a stratégia a meggyengült orosz ellenfél ellen jól működött.

### Az orosz visszavonulás

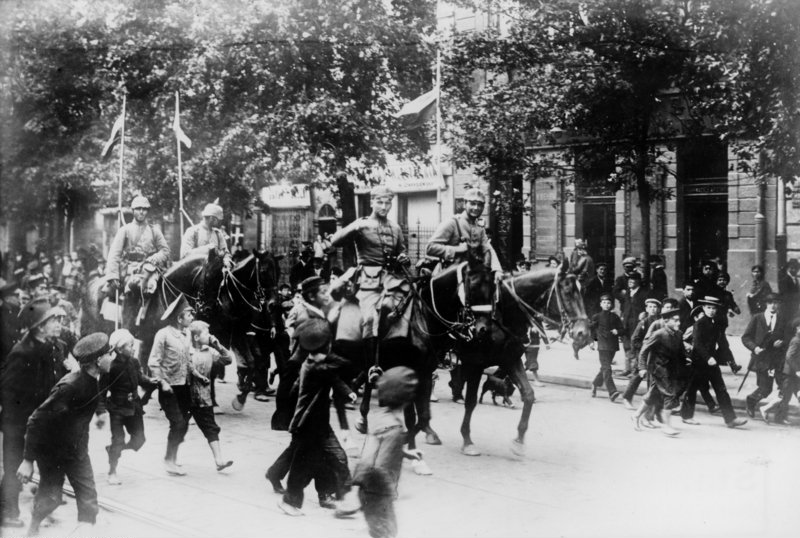
Német katonák Varsó utcáin 1915. augusztus 5-én

A központi hatalmak felőrlő offenzívája miatti nagy veszteségek egy csapásra felélénkítették orosz katonai elit szellemi tevékenységét. Azok a hangok, amelyek még minden áron védekezést követeltek, elnémultak, és a visszavonulás elképzelésének támogatói keresztül tudták vinni elképzelésüket. Elsőként eldöntötték és végrehajtották az orosz Lengyelország kiürítését. Ebben az esetben egyébként újabb konfliktusokra került sor a katonai és a politikai vezetők között, amelyek sok orosz katona életébe kerültek. A háború előtt a lengyelországi Novogeorgijevszk, Kovno és Oszovec erődre fordított hatalmas kiadásokat tekintve az orosz főhadvezetőség politikailag elfogadhatatlannak tartotta, hogy ezeket az erődítményeket egyszerűen feladják. Bár a visszavonulás következtében csak másodosztályú csapatok védték ezeket, de még a mindössze forma szerint védett erőd költségei is három hadosztályra rúgtak, amelynek katonáit értelmetlenül feláldozták. Az erődökben levő hatalmas löveg- és muníció tartalékokat a hadsereg nem használta fel, és a németek kezébe került.

### A központi hatalmak reakciója
A német hadvezetőségnek az új körülményekre adott válasza Falkenhayn már megkezdett stratégiájának folytatása volt. A Mackensen vezette német centrum feladata az volt, hogy fejtsen ki erős nyomást az orosz frontra, annak érdekében, hogy megakadályozza a kezdetben az orosz Lengyelországban állomásozó három orosz hadsereg (az 1., a 2. és a 4.) visszavonulását. Ludendorff azt javasolta, hogy eközben a tovább előrenyomuló német és osztrák–magyar szárnyak észak és dél felől vegyék körbe és vágják el ezeket a hadseregeket. Ez a terv két okból kudarcot vallott. Egyfelől a középső szakaszon tevékenykedő orosz hadseregek semmiképpen nem szegték meg a visszavonulási parancsukat, hogy súlyos veszteségekkel járó védelmi harcokban aprózzák el magukat, másfelől a szárnyakon indított hadműveletek sem haladtak terv szerint.
A hiba az volt, hogy az orosz kiszögellés két szárnya elleni közvetlen csapás – ahogy azt Ludendorff előre látta – ahelyett, hogy bekerítette volna az orosz seregtesteket, mindössze kiszorította a kiszögellésből és visszavetette őket. Az oroszok így egyfelől rövidebb, egyenes arcvonalra vonultak vissza, másfelől visszavonulás közben egyre közelebb kerültek saját hátországukhoz, utánpótlási vonalaik egyre rövidebbek lettek, és ellenállásuk is egyre erősödött. A hógörgetegszerű visszavonulás során az oroszok rengeteg területet feladtak, végül azonban sikerült megállítaniuk a visszavonulásukat. Falkenhayn rendkívül kedvező lehetőséget veszített el, amikor közvetlen megközelítést alkalmazott, és ezzel lehetővé tette, hogy Oroszország hadereje túlélje az 1915-ös évet, magára találjon, és a következő nyáron megindítsa a Bruszilov-offenzívát, amely egyebek között Falkenhayn bukását is előidézte.
Falkenhayn, miután a stratégiája elhibázottnak bizonyult, megkésve és kelletlenül megengedte Ludendorffnak, hogy a rendelkezésére álló tartalékokkal megkísérelje a Vilna (ma Vilnius) elleni manővert. A csapás gyenge volt, azonban átvágta a Riga–Dvinszk vasútvonalat, és megközelítette az orosz hadsereg fő összeköttetési vonalát, a minszki vasutat, annak ellenére, hogy az orosz hadvezetés minden tartalékát összpontosította ellene. Ezek a csekélyke erőkkel elért sikerek mutatják, mekkora lehetőség rejlett volna ebben a hadműveletben, ha nagyobb erőkkel hajtják végre az oroszok nyári visszavonulása előtt . Szeptember 26-án Ludendorff kénytelen volt jelenteni a 10. hadserege offenzívájának megakadását, ami egyúttal a támadás végét is jelentette.
Még rosszabbul haladt a Conrad vezette főleg osztrák hadseregek támadása, amely délen, Ivanov Délnyugati Frontja (az orosz 7., 8., 11. és 9. hadsereg) ellen, Rovno irányában haladt előre. Szeptember közepén 300 000 fős veszteség után leállították ezt a hadműveletet. A központi hatalmak offenzívája – mivel előretörés közben elnyújtották összeköttetési vonalaikat – kudarcot vallott. A második háborús évben szeptember 30-ig akadálytalanul folytatódott az orosz visszavonulás, mielőtt az orosz főparancsnokság a csapatait a Riga–Baranovicsi–Dubno vonalon stabilizálta.
1915 nagy lehetőség volt a központi hatalmak számára a keleti fronton, azonban nem tudtak élni vele. A kudarc oka a stratégiájukban keresendő. Ludendorff vilnai manőverének részleges sikere ugyanakkor gunyoros fénysugarat vet Falkenhayn (és Conrad) döntésére, hogy kizárólag közvetlen megközelítést alkalmaz. Falkenhayn minden intellektusa és magas képzettsége ellenére semmiféle kalkulált kockázatot nem vállalt szívesen, ami rettenetes emberveszteségekhez és végül (1916 nyarán) a saját bukásához vezetett.

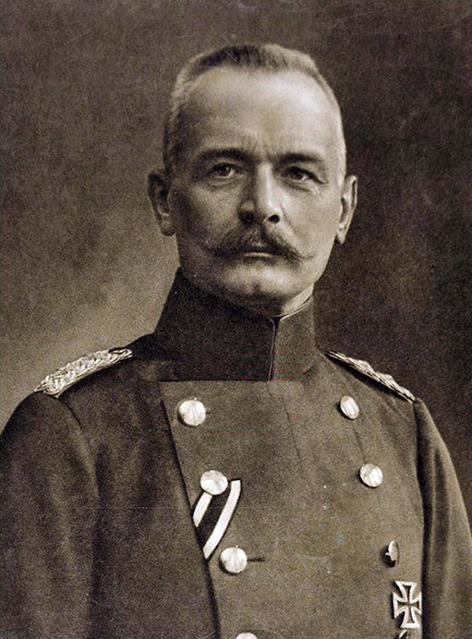
Falkenhayn, a német vezérkar főnöke
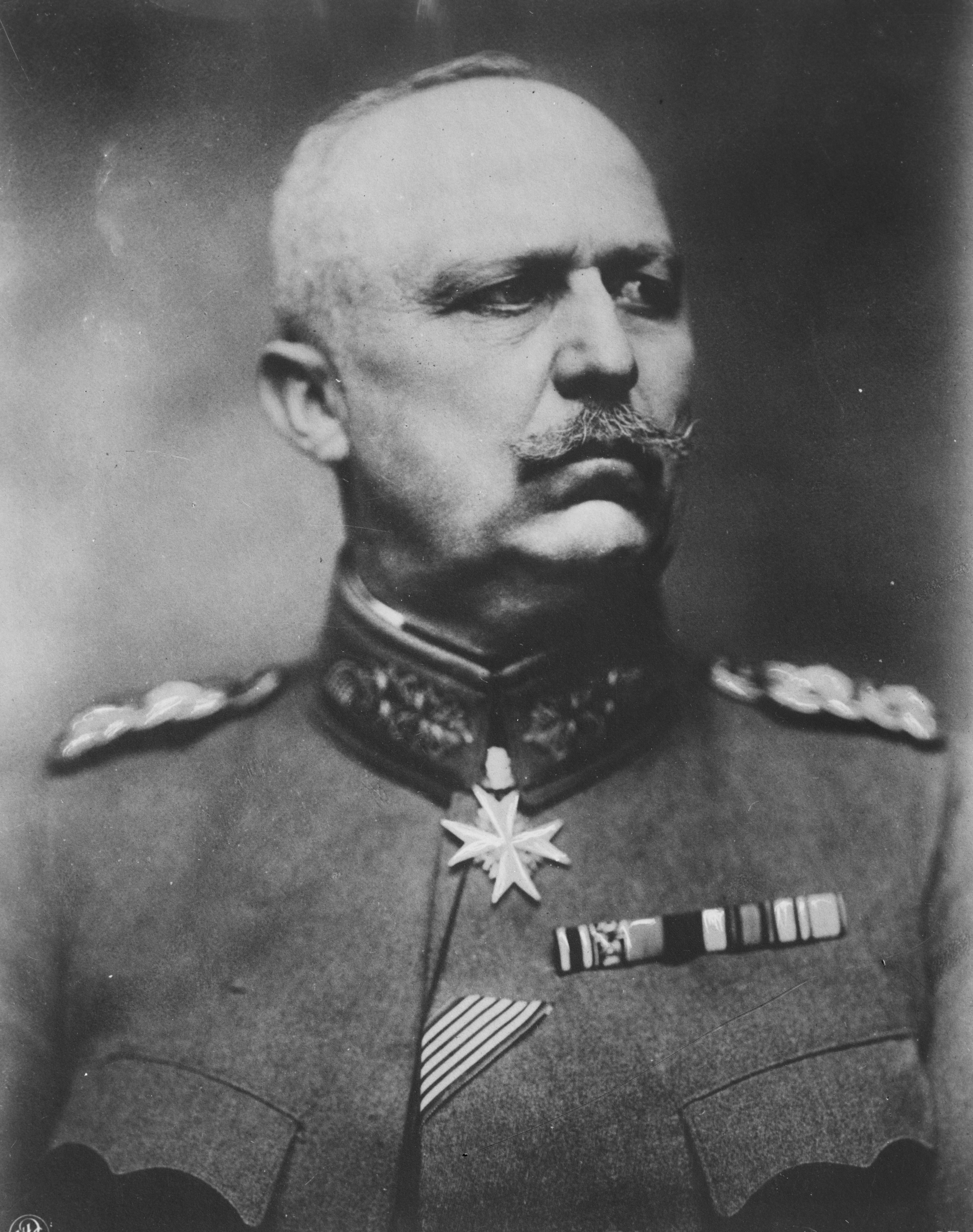
Ludendorff, a keleti front vezérkari főnöke
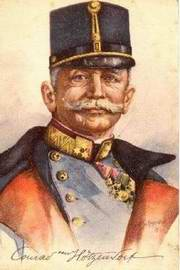
Conrad osztrák vezérkari főnök
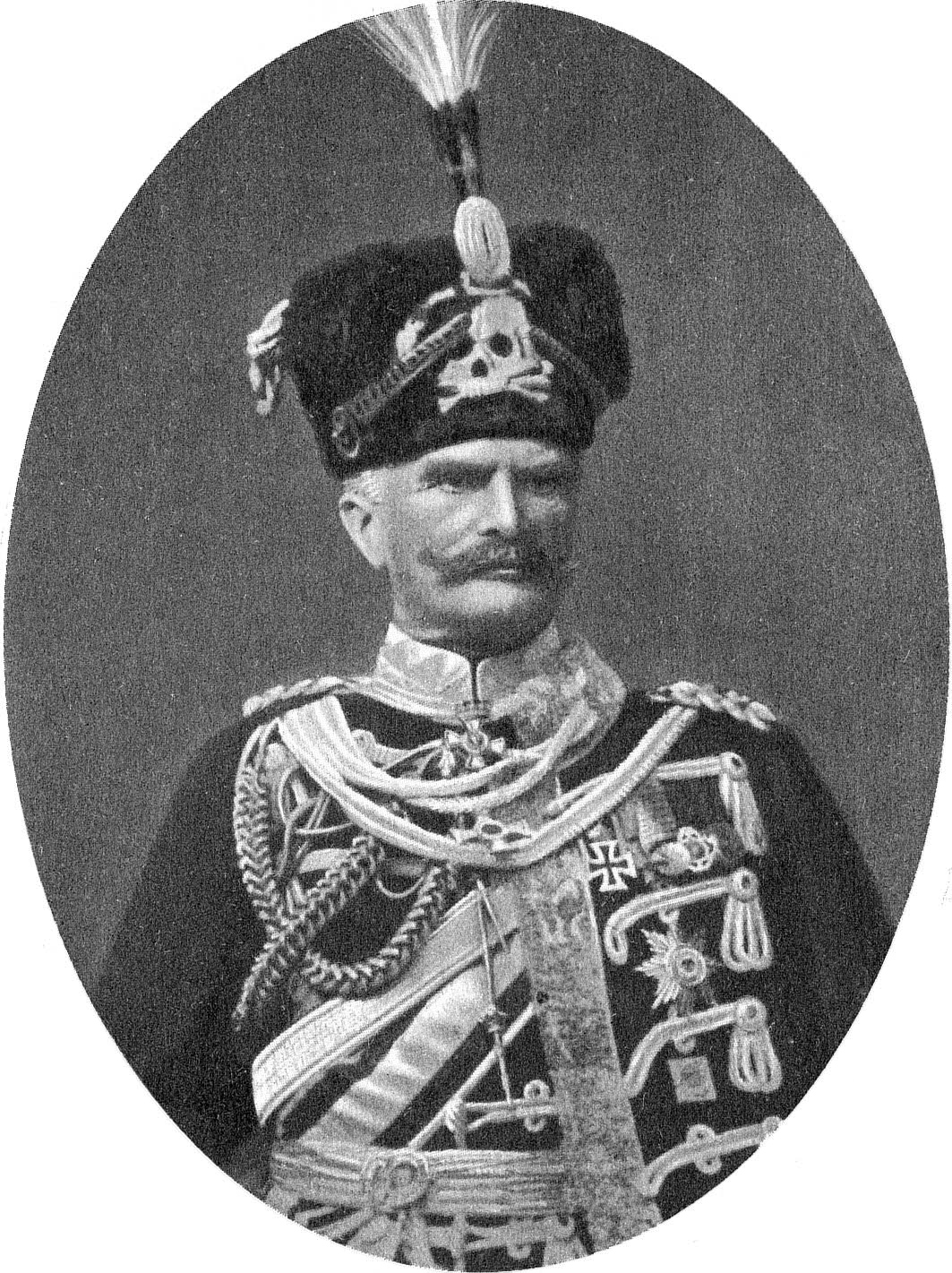
Mackensen (német 11. hadsereg)
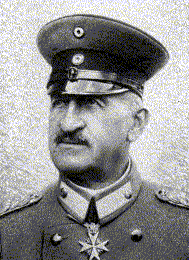
von Linsingen (Déli Hadsereg)

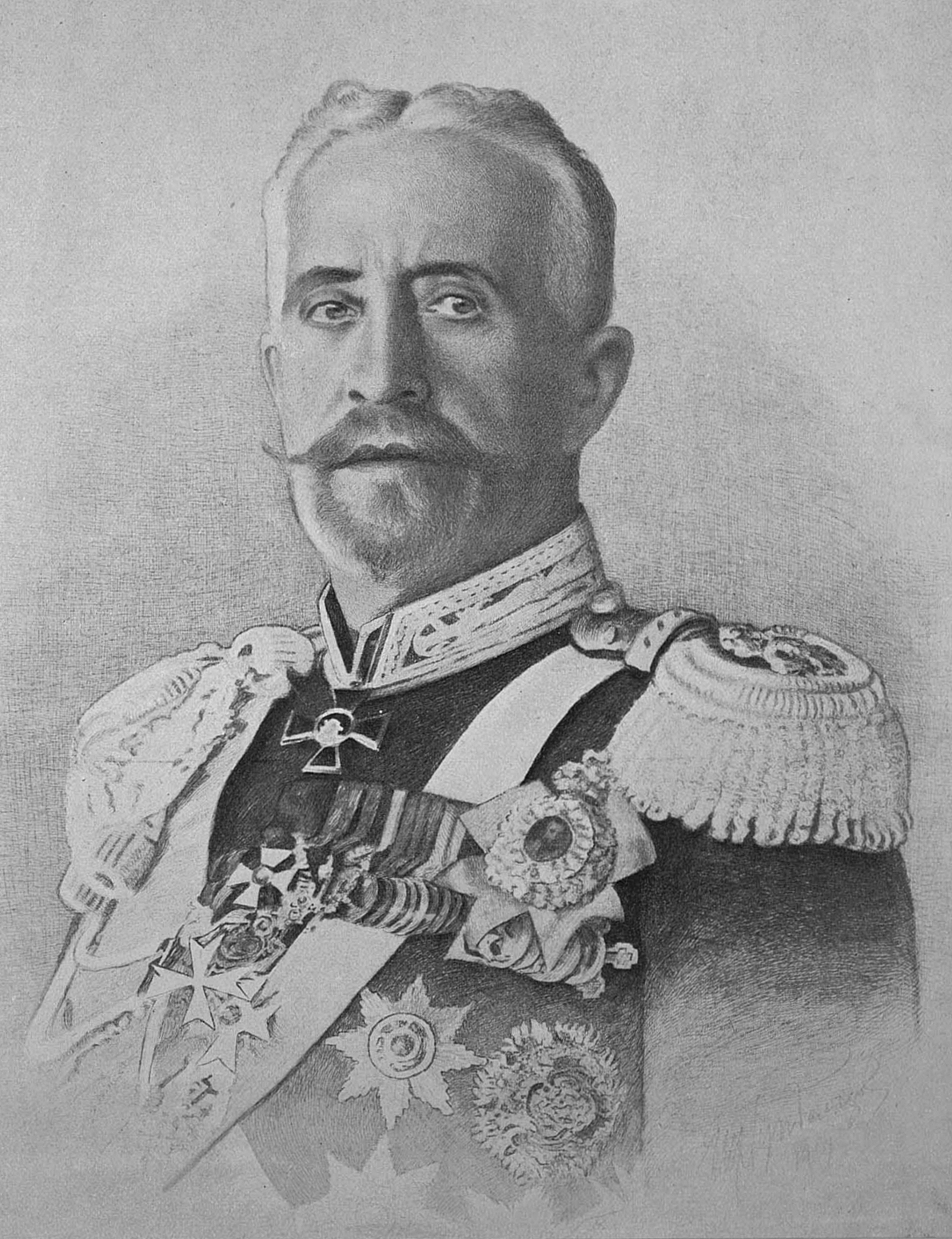
Nyikolaj nagyherceg, az orosz főparancsnok
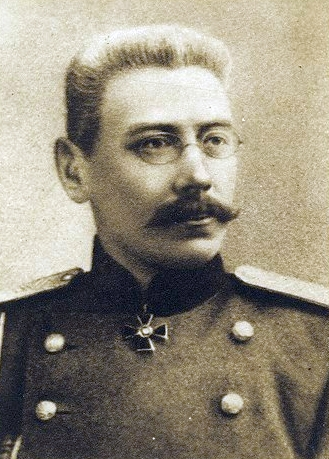
Ruzszkij (Északi Front)
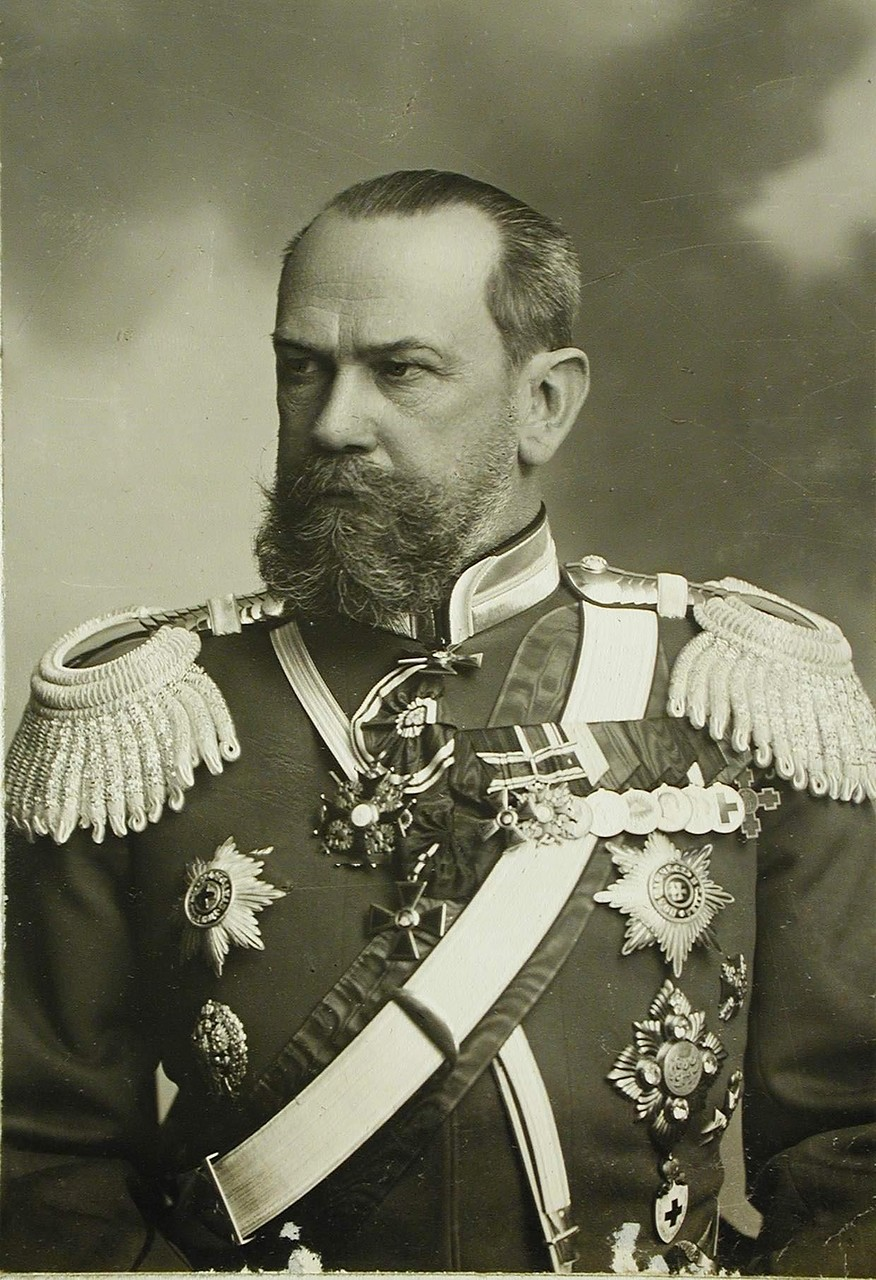
Evert (Nyugati Front)
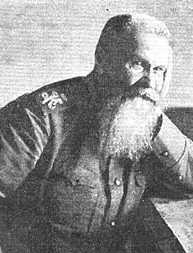
Ivanov (Délnyugati Front)

## A visszavonulás okai

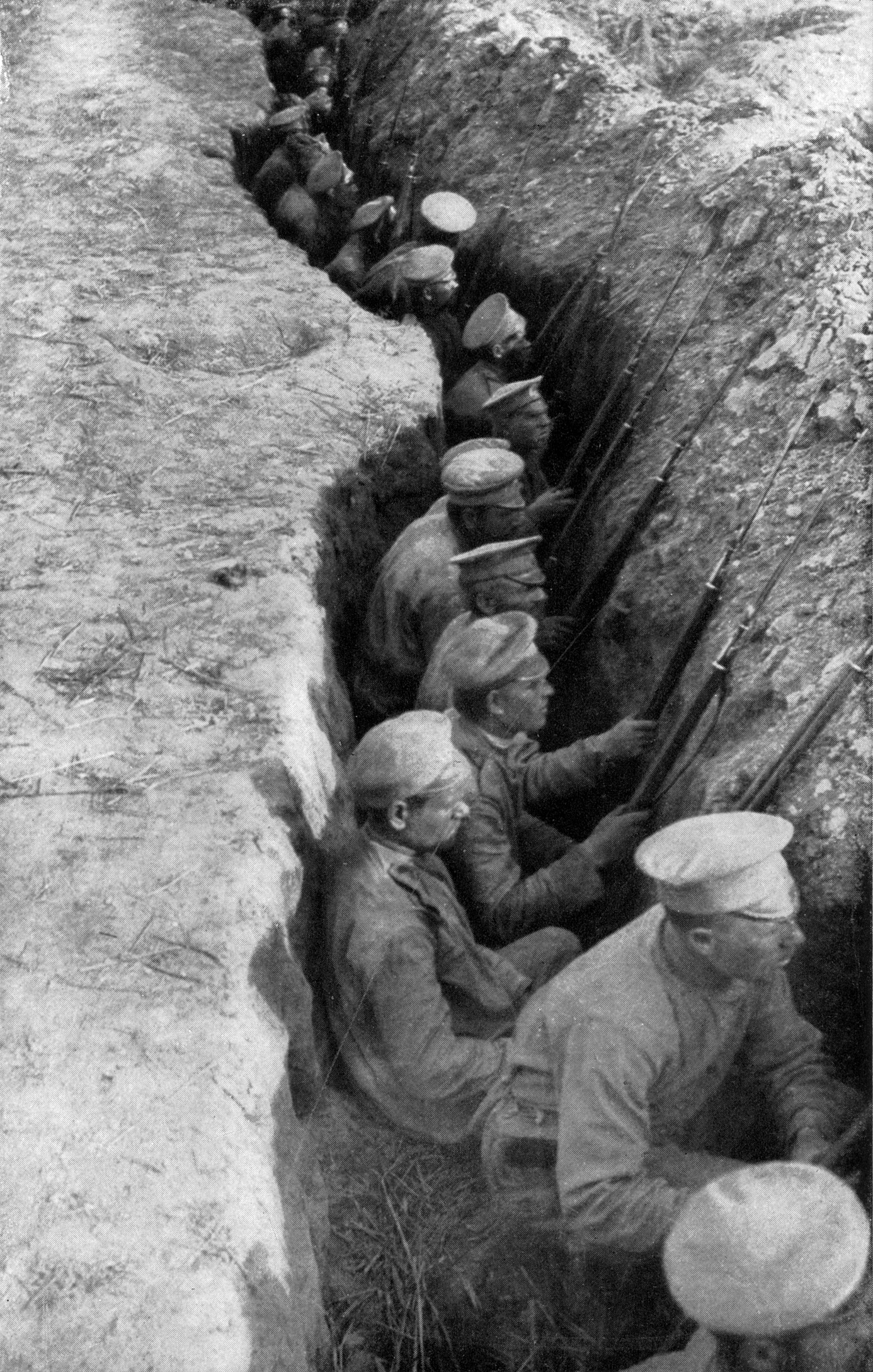
Orosz lövészárok a visszavonulás alatt

### Parancsnokválság az orosz hadseregben
Az orosz hadsereg általános krízishelyzetben volt a vereségek után. Egyfelől az első háborús év ütközetei erősen megtizedelték a jól kiképzett csapattiszteket. A béke idején a hadseregnek 40 000 csapattisztje volt, közülük csak kevesen maradtak életben. A tisztiiskolákból és a tartalékos tisztek közül kevés minőségi utánpótlást tudtak szerezni. Egyetemi hallgatókat nem akartak nagy számban besorozni a cári hadseregbe (nemcsak feltételezhető alkalmatlanságuk miatt, hanem azért is, mert „liberális” és „forradalmi” gondolkodású embereket óvakodtak bevenni). Így 1915 nyarán az átlagos, háromezer fős ezrednek alig több mint tíz tiszt állt rendelkezésére.
De nem csak a csapatvezetők hiánya okozott gondot a hadseregben. A német hadsereg nemzeti szempontból meglehetősen homogén volt – ellentétben az orosz (és még nagyobb mértékben az osztrák) hadsereggel. Ezek a tényezők együttvéve krízist okoztak a cári haderőben, ami jelentősen csökkentette a csapatok harcértékét. A harcoló alakulatok elvesztették feletteseik iránti bizalmukat. A legmagasabb beosztású tisztek arra irányuló erőfeszítései, hogy az összeomlást megállítsák, 1915-ben teljes kudarcot vallottak. A drákói fegyelmi intézkedések, mint a saját, kapituláló csapatok kivégzése, még tovább rontottak a fenyegető helyzeten.

### Utánpótlási válság
Az orosz gazdaság Európa minden más gazdaságához hasonlóan egyáltalán nem volt felkészülve a modern háborúra. A szervezetlenség és az oroszok hagyományos lassúsága Oroszország esetében azonban tovább rontottak a helyzeten. A muníció-, fegyver- és felszerelésgyártás termelési mutatói egyáltalán nem feleltek meg a valós helyzetnek. Az orosz politikának ugyanakkor a visszavonulás alatt és után sikerült a muníciós válságon és más, a háború szempontjából fontos eszközök hiányán úrrá lennie (részben annak következtében, hogy a visszavonuló orosz seregek egyre közelebb kerültek saját bázisukhoz). 1915-ben azonban az állam és a magánkézben levő nagyvállalatok helytelen ipari politikája döntő akadálynak bizonyult.

## Következmények
Stratégiai nézőpontból a visszavonulás siker volt. Az orosz hadvezetésnek sikerült 700 kilométerrel lerövidítenie az arcvonalat, és a központi hatalmak utánpótlását komoly problémák elé állítania. Továbbá elérte, hogy az ellenséges offenzívák üres területen törjenek előre és elveszítsék lendületüket; és a viharvert orosz hadsereget intakt állapotban megtartotta 1915 telén. Másfelől a nagy arányú területfeladás további társadalmi és gazdasági feszültséget jelentett az Orosz Birodalomra nézve. Nem csak a hadigazdaság veszített városokat és mezőgazdasági körzeteket, másfél millió menekült is terhelte az autokratikus rendszer társadalmi stabilitását, és hatalmas feladatok elé állította az orosz segélyszervezeteket. Végül elmondhatjuk, hogy a hadsereg társadalmi tekintélye is jelentősen csökkent, még ha a propaganda meg is kísérelte hangsúlyozni a párhuzamokat Kutuzov visszavonulásával a Napóleon elleni honvédő háborúban.

## Fordítás
- Ez a szócikk részben vagy egészben  a   Großer Rückzug című német Wikipédia-szócikk ezen változatának fordításán alapul.  Az eredeti cikk szerkesztőit annak laptörténete sorolja fel. Ez a jelzés csupán a megfogalmazás eredetét és a szerzői jogokat jelzi, nem szolgál a cikkben szereplő információk forrásmegjelöléseként.